# Курджей-лакханг
Курджей-лакханг (англ. Kurjey Lhakhang) — малий буддійський монастир (лакханг) в долині Бумтанг, в околиці міста Джакар у Бутані. Це місце поховання трьох перших королів Бутану. Навпроти через річку знаходиться монастир Тамшінг-лакханг.

## Історія
Це місце стало шануватися у зв'язку з візитом Падмасамбхави в Бумтанг у 748 році. Падмасамбхава, прибувши на запрошення наближених Сіндху-раджі, влаштувався медитувати у скелі (кур), залишивши відбиток свого тіла (джей) — звідси пішла назва майбутнього монастиря Курджей.

## Структура храму
Весь комплекс складається з трьох малих королівських монастирів (лакхангів). У 1652 році Мінджур Темпа побудував найперший лакханг, під дахом — зображення лева, гаруди. Всередині — статуя божества Шелгінга Карпо і тисяча малих статуй Падмасамбхави. В печері — відбиток його тіла.
Другий лакханг побудував у 1900 році перший король Бутану Уг'єн Вангчук, коли він ще був правителем (пенлопом) дзонгу Тронгса. Всередині — велика 10-метрова і мала статуї Падмасамбхави, місцевого духа Шелгінга Карпо та інших місцевих духів, які прийняли буддизм.
Третій лакханг побудувала в 1990 році королева-мати Аші Кесанг, в храмі розміщені дорогоцінні мандали. Вона ж побудувала навколо всього комплексу 108 чортенів.
На території храму також знаходяться численні прапори і великий чортен, що знаменують могили перших трьох королів Бутану.
Велике дерево над монастирем шанується як терма, залишена Падмасамбхавою.

## Галерея зображень

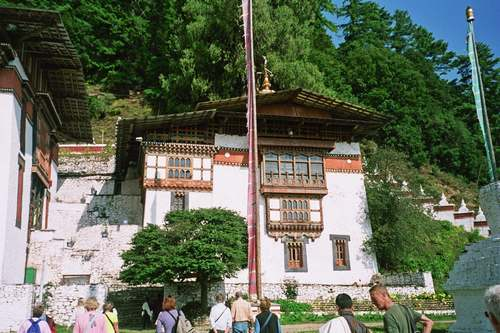
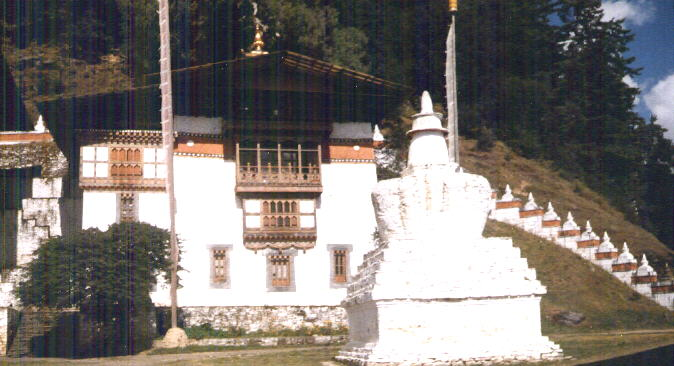
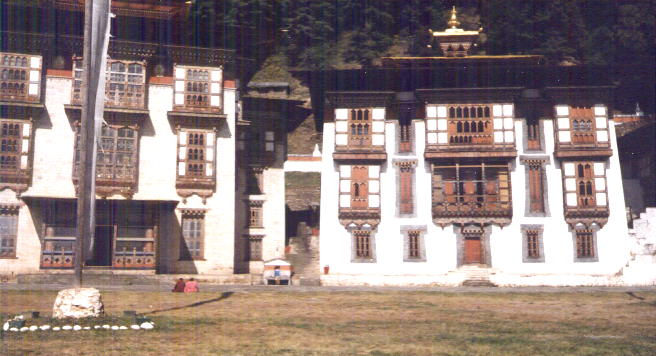